# Курия Хостилия
Курия Хостилия (на латински: Curia Hostilia) е сграда, където обикновено заседавал Сената на Римската република. Намирала се северно от Комиций в края на Римски форум в Рим.
Построена е от третия цар на Рим Тул Хостилий (упр. 673–641 пр.н.е.) и носи неговото име.
Диктаторът Сула я разширява през 80 пр.н.е.
На 18 януари 52 пр.н.е. Курия Хостилия изгаря, когато плебеите изгарят вътре трупа на агитатора Публий Клодий Пулхер. По нареждане на диктатор Цезар е отново построена и получава след това името Курия Юлия.